# 1259
| [ Edytuj tabelę ]                          |                                                               |
| Książę Małopolski                          | - 1243 Bolesław V Wstydliwy 1279                              |
| Książę Wielkopolski                        | - 1239 Bolesław Pobożny 1279                                  |
| Król Angkoru                               | - 1244 Dżajawarman VIII 1295                                  |
| Król Anglii                                | - 1216 Henryk III 1272                                        |
| Król Aragonii i Walencji, hrabia Barcelony | - 1213 Jakub I Zdobywca 1276                                  |
| Margrabia Brandenburgii                    | - 1220 Otto III 1267                                          |
| Książę Burgundii                           | - 1218 Hugo IV 1272                                           |
| Książę Dolnej Bawarii                      | - 1253 Henryk XIII 1290                                       |
| Książę Górnej Bawarii                      | - 1253 Ludwik II 1294                                         |
| Cesarz Bizancjum                           | - 1258 Jan IV Laskarys 1261                                   |
| Car Bułgarii                               | - 1257 Konstantyn Asen Tich 1277                              |
| Cesarz Chin                                | - 1224 Song Lizong 1264                                       |
| Król Cypru                                 | - 1253 Hugo II 1267                                           |
| Król Czech                                 | - 1253 Przemysł Ottokar II 1278                               |
| Król Danii                                 | - 1252 Krzysztof I 1259 - 1259 Eryk Glipping 1286             |
| Władca Egiptu                              | - 1257 Al-Mansur Ali 1259 - 1259 Kutuz 1260                   |
| Król Francji                               | - 1226 Ludwik IX Święty 1270                                  |
| Król Gruzji                                | - 1246 Dawid VI Narin 1259 - 1259 Dawid VII Ulu 1270          |
| Hrabia Holandii                            | - 1256 Floris V 1296                                          |
| Cesarz Japonii                             | - 1246 Go-Fukakusa 1259 - 1259 Kameyama 1274                  |
| Król Kastylii i Leónu                      | - 1252 Alfons X Mądry 1284                                    |
| Patriarcha Konstantynopola                 | - 1255 Arseniusz Autorejan 1259                               |
| Władca Korei                               | - 1213 Kojong 1259 - 1259 Wonjong 1274                        |
| Król Litwy                                 | - 1253 Mendog 1263                                            |
| Cesarz Łaciński                            | - 1228 Baldwin II de Courtenay 1261                           |
| Sułtan Maroka                              | - 1258 Umar ibn Jahja 1259 - 1259 Abu Jusuf Jakub 1286        |
| Król Nawarry                               | - 1253 Tybald II 1270                                         |
| Król Norwegii                              | - 1217 Haakon IV Stary 1263                                   |
| Hrabia Palatynatu                          | - 1253 Ludwik II Bawarski 1294                                |
| Papież                                     | - 1254 Aleksander IV 1261                                     |
| Król Portugalii                            | - 1248 Alfons III 1279                                        |
| Sułtan Rumu                                | - 1246 Kajkawus II 1260 - 1248 Kilidż Arslan IV 1265          |
| Książę Rusi halickiej                      | - 1238 Daniel II 1264                                         |
| Cesarz Rzymski (niemiecki)                 | - 1257 Ryszard z Kornwalii 1272 - 1257 Alfons z Kastylii 1284 |
| Książę Saksonii                            | - 1212 Albrecht I 1260                                        |
| Król Serbii                                | - 1243 Stefan Urosz I 1276                                    |
| Król Singasari                             | - 1248 Dżajawisznuwardhana 1268                               |
| Król Szkocji                               | - 1249 Aleksander III 1286                                    |
| Król Szwecji                               | - 1250 Waldemar Birgersson 1275                               |
| Doża Wenecji                               | - 1252 Raniero Zeno 1268                                      |
| Król Węgier                                | - 1235 Bela IV 1270                                           |
| Wielki mistrz zakonu krzyżackiego          | - 1256 Anno von Sangershausen 1273                            |

Rok 1259 / MCCLIX
stulecia: XII wiek ~
XIII wiek ~
XIV wiek

lata: 1249 «
1254 «
1255 «
1256 «
1257 «
1258 «
1259
» 1260
» 1261
» 1262
» 1263
» 1264
» 1269

## Wydarzenia w Polsce
- 31 stycznia – trzęsienie ziemi w okolicach Krakowa o sile szacowanej na 4,8 stopni w skali Richtera.
- Drugi najazd tatarski na Polskę. Był to jeden z pierwszych uczynków nowego władcy Złotej Ordy, Berke-chana, który objął rządy rok lub dwa lata wcześniej, przyjął islam i szerzył wśród Tatarów wiarę Mahometa. Ofiarą padły Lublin, Sandomierz i Kraków, gdzie ocalał tylko Wawel. Tatarzy doszli aż do Bytomia, niszcząc kraj i uprowadzając ludzi w jasyr.

## Wydarzenia na świecie
- 7 maja – abp Konrad von Hochstaden przyznał Kolonii prawo składu.
- 29 maja – po śmierci, prawdopodobnie otrutego, króla Danii Krzysztofa I na tron wstąpił jego 10-letni syn Eryk Glipping.
- 4 grudnia – podpisano Traktat paryski.

- Zawarto tzw. Stary Sojusz (Auld Alliance) pomiędzy Szkocją i Francją przeciwko Anglii.

## Urodzili się
- 25 marca – Andronik II Paleolog, cesarz bizantyński, zm. (1332)
- Jan I Cypryjski, król Cypru

## Zmarli
- 10 stycznia − Gonsalwy z Amaranto, portugalski dominikanin, pustelnik, błogosławiony katolicki (ur. ok. 1187)
- 29 maja – Krzysztof I, król Danii (ur. 1219)
- 29 sierpnia – Bronisława, polska norbertanka, błogosławiona katolicka (ur. ok. 1200)
- Mongke, czwarty wielki chan mongolski (ur. 1208)